# Parque nacional de Bukit Duabelas
El Parque nacional de Bukit Duabelas (que significa "Las doce colinas") es un espacio natural protegido que se encuentra en la provincia de Jambi, isla de Sumatra, Indonesia. Relativamente pequeño, se extiende por una superficie de 605 km². Es representativo de la selva tropical de tierras bajas. Solo en la parte septentrional del parque hay bosque primario, el resto es bosque secundario, como resultado de talas anteriores. El parque está habitado por los indígenas orang rimba.

## Geografía
El parque nacional recibe su nombre del paisaje ondulado de colinas, que incluye las de Punai (164 m), Panggang (328 m) y Kuran (438 m). Es una importante zona de toma de agua para la cuenca del Batang Hari.

## Flora y fauna
Entre las 120 especies de plantas del parque se encuentran un raro árbol maderero, el Eusideroxylon zwageri, árboles de Koompassia excelsa que pueden superar los 80 m de altura, árboles de Dyera costulata de hasta 2 metros de diámetro y las palmas de ratán Daemonorops.
Entre las especies animales en peligro protegidas dentro del parque están el siamang, la pantera nebulosa, el ciervo ratón de Java, el oso malayo, el muntíaco de Sumatra, el gato de Bengala, la nutria de Sumatra, el cuón, el conejo rayado de Sumatra y el águila culebrera chiíla.

## Ocupación humana
El parque está habitado por los nómadas orang rimba ("pueblo del bosque"). Alrededor del 40% de los orang rimba (unos 1.200) viven en el parque nacional de Bukit Duabelas, mientras que otro 15% vive en el cercano parque nacional de Bukit Tigapuluh y el resto está disperso por toda la provincia de Jambi. El reforzamiento de su forma de vida tradicional, de cultivo, caza y recolección, se ve como un elemento clave para la protección del bosque dentro del parque nacional.

## Conservación y amenazas
Antes de que se delcrase parque nacional en 2000, una gran parte de la zona fue usada como "bosque de producción", lo que llevó a la rápida destrucción de bosque primario.
El parque nacional se ve amenazado por la deforestación, estableciéndose, en el año 2012, que el daño a su cubierta boscosa alcanzaba el 70%.